# 浅原源七
浅原 源七（あさはら げんしち、1891年9月1日 - 1970年8月23日）は、日本の実業家、技術者である。日産自動車社長や自動車技術会会長を務め、日本の自動車産業発展の礎を築いた人物の一人である。なお、正確な氏名は旧字体の「淺原源七」であるが、ここでは「浅原」で統一する。

## 来歴・人物
大阪市東区出身。東京帝国大学理学部化学科を卒業後、理化学研究所に勤務。主任研究員として研究を進める。1931年、戸畑鋳物に入社。1933年に同社は日産自動車となり、浅原は民生・軍用トラックの生産を中心とした同社の中心的人物として、日産コンツェルン創始者の鮎川義介を助けた。1942年から1944年までは同社の第3代社長となった。
戦後は公職追放となるも、GHQの経済科学局顧問となり、自動車産業の復興や技術開発に尽力した。1951年には日産自動車の社長に復帰し（第8代）、1953年の日産争議を経営陣勝利に終わらせ、その後の急成長を導いた。6年間の在任後、1957年にその地位を川又克二専務に譲った。1970年8月23日死去、享年78。

### 日産争議
1953年に日産自動車で起こった大規模な労働争議である。当時の自動車企業では産別会議系の全日本自動車産業労働組合（全自動車）が活発な活動を続けていた。同年6月、賃金・退職金・一時金の増額や従業員の待遇改善を求めた日産分会（益田哲夫委員長）がストライキを強行したが、浅原社長などの経営陣はロックアウトや暴力行為を理由とした分会員の懲戒解雇で対抗し、更に同年8月に第二組合として結成された日産自動車労働組合と労使協調関係を結んで、日産分会員の切り崩しを進めた。そして、最終的には経営側の勝利により操業再開にこぎ着けた。
この解決策は日産の業績回復に大きく貢献し、同様に労働争議に苦しんでいたトヨタ自動車やいすゞ自動車にも影響を与え、全自動車は1954年に解散した。組合員を切り崩され、外部からの支援を失い、闘争後の資金問題に苦しんだ日産分会は1956年に解散し、全社員が日産自動車労組に一元化される事になった。

### 社外での活動
浅原は自動車技術者としての名声も高く、戦時中は軍用トラックの規格制定などにも関わった。
戦後、1947年には社団法人として自動車技術会 (JSAE) が設立され、浅原がその初代会長として就任した。1949年に豊田喜一郎に地位を譲ったが、1951年には優秀な若手自動車技術者を表彰する「学術賞」と長年の功労者を表彰する「技術賞」を同会に設置させた。

## 現在の評価
浅原は戦中・戦後の日産自動車の経営に深く関わり、激動の時代を乗り切った有能な経営者として記憶されている。特に日産争議を経営側の勝利で乗り切った事は、その後の日産の発展に大きく寄与したともいわれている。
その一方、御用組合とも揶揄される第二組合の設立により第一組合が完全に破壊された事は、その後の労働運動の発展を阻害し、経営者（資本家）による不当労働行為の横行につながったという批判もなされている。また、その後の日産社内においては日産自動車労組の影響力が増大し、塩路一郎委員長と川又克二社長との蜜月関係は社内の労使関係や人間関係をいびつなものにした。
なお、自動車技術会はその後も発展を続け、個人会員約3万5000名、賛助会員（法人）約500社にまで発展した。初代会長である浅原を記念して、彼の死後の1980年には従来の「学術賞」と「技術賞」をそれぞれ「浅原賞学術奨励賞」と「浅原賞技術功労賞」に改称し、彼の功績を今でも称えている。